# Чисті Пруди
Чи́сті Пруди́ (рос. Чистые Пруды, башк. Чистые Пруды) — хутір (у минулому селище) у складі Бірського району Башкортостану, Росія. Входить до складу Бурновської сільської ради.
Населення — 5 (2010; 6 у 2002).
Національний склад:
- росіяни — 50 %

Стара назва хутора — селище Опитного Поля.